# Ordine al merito per la patria (Repubblica Democratica Tedesca)
L'Ordine al merito per la patria è stato una decorazione della Repubblica Democratica Tedesca.

## Storia
L'ordine è stato fondato il 21 maggio 1954 per premiare servizi speciali allo Stato e alla società.

## Classi
L'ordine disponeva delle seguenti classi di benemerenza:
- oro
- argento
- bronzo

| Nastri |         |     |
| Bronzo | Argento | Oro |

## Insegne
- Il nastro era diviso orizzontalmente, la parte alta era nera, quella centrale rossa e quella bassa gialla.